# Wido I. von Spoleto
Wido I. von Spoleto (später auch Guido) war 842 bis ca. 859 Herzog von Spoleto. Er war ein Angehöriger der Familie der Widonen, die in der zweiten Hälfte des 9. Jahrhunderts das langobardische Herzogtum Spoleto in Mittelitalien beherrschten.

## Ehe und Nachkommen
Mit seiner Ehefrau Itana, vermutlich einer Tochter des Herzogs Sico von Benevent, hatte er unter anderem folgende Kinder: 
- Lambert († um 880), Herzog von Spoleto ca. 859–871, 876–879
- Wido von Spoleto († Dezember 894), Herzog von Spoleto, König von Italien 889, Kaiser 891
- Rothilde, vor 875 ⚭ Adalbert I., Markgraf von Tuscien († um 884)